# Trittame ingrami
Trittame ingrami is een spinnensoort uit de familie Barychelidae. De soort komt voor in Queensland.